# Aneuretus simoni
Aneuretus simoni és una espècie de formiga de la subfamília Aneuretinae, evolutivament antiga situada en una subfamília a part dins de la família Formicidae. El gènere és monotípic, i la seva única espècie és endèmica de Sri Lanka, on només es troba en unes poques localitzacions. És una de les poques espècies de formiga que es consideren en perill d'extinció.